# Scheerbach (Umlach)
Der Scheerbach ist Nebenfluss der Umlach bei Fischbach.

## Lage
Der Scheerbach entspringt etwa 500 Meter südlich von der Ortschaft Fischbach der Gemeinde Ummendorf im oberschwäbischen Landkreis Biberach. Sein Unterlauf durchfließt den südlichen Teil Fischbachs. 
Er liegt im Naturraum Riß-Aitrach-Platten innerhalb der Donau-Iller-Lech-Platte und mündet in die Umlach, auf deren Einzugsgebiet er ist.

## Verlauf
Der Scheerbach entspringt an der südwestlichen Ecke des Biotops Buchenwald südlich Fischbach (2), genau an der Grenze zwischen den Waldgebieten Schorrenwald und Buchenwald.
Auf seinen ersten rund 50 Metern fließt der Bach zunächst nach Norden. Anschließend macht er eine Linkskurve in Richtung Nordwesten, die nahtlos in eine Rechtskurve übergeht und seinen Lauf wieder nach Norden ausrichtet.
Kurz vor Fischbach macht der Scheerbach einen großen Bogen nach Osten. Ungefähr in der Mitte dieses Bogens erreicht er Fischbach und durchfließt das südöstlich an den Ort angrenzende Biotop Bachlauf südlich Fischbach.
Am Ende dieses Biotops, unmittelbar vor dem Rehmooserweg, biegt der Bach scharf nach rechts ab und folgt dem Rehmooserweg, eingebettet in eine Baumreihe. An der Abzweigung des Rehmooserwegs zum Kohlplatzweg knickt der Scheerbach in Richtung Nordosten ab. Nach etwa 25 Metern vollzieht er einen weiteren Knick und fließt dann durch die Wohnbebauung weiter nach Norden. Hier verläuft er für rund 180 Meter parallel zum Rehmooserweg, etwa 15 bis 25 Meter östlich davon. Schließlich macht der Bach eine weitere Kurve und fließt nach Westen. 
Nach der Unterquerung der Waldseer Straße durchquert der Scheerbach landwirtschaftliche Flächen in Richtung des Sportplatzes, wo er schließlich im Landschaftsschutzgebiet Umlachtal sowie im FFH-Gebiet Umlachtal und Riß südlich Biberach in die Umlach mündet.